# 45 mm armata przeciwpancerna wz. 1937 (53-K)
45 mm armata przeciwpancerna wz. 1937 (53-K) (ros. 45-мм противотанковая пушка образца 1937 года, 53-К) – radziecka holowana armata przeciwpancerna. Skonstruowana przez Michaiła Łoginowa. Działo powstało z modyfikacji
45 mm armaty ppanc wz. 1932, która z kolei powstała przez połączenie większości zespołów 37 mm armaty ppanc wz. 1930 z nową lufą kalibru 45 mm. Pocisk przeciwpancerny wystrzelony z armaty wz. 1937 był w stanie przebić 35 mm pancerza pochylonego pod kątem 60° z odległości 500 m (28 mm z odległości 1000 m).
Działo 53-K było w pierwszej fazie niemieckiego ataku na ZSRR podstawową armatą przeciwpancerną Armii Czerwonej. 1 czerwca 1941 roku miała ona na uzbrojeniu 7255 tych dział. Użycie bojowe wykazało, że działo 53-K ma zbyt małą przebijalność pancerza. Dlatego od 1942 roku było zastępowane przez nowszą armatę M-42.
Armaty 53-K ze względu na niską wartość bojową, połączoną z tendencją rozmieszczania ich głównie na pierwszej linii frontu (co generowało duże straty wśród obsługi), funkcjonowały w żołnierskim żargonie pod nazwami: muchobijka lub żegnaj, ojczyzno!.
| Produkcja armat przeciwpancernych 53-K |      |      |      |      |      |        |        |      |       |
| Rok                                    | 1937 | 1938 | 1939 | 1940 | 1941 | 1942   | 1942   | 1944 | Razem |
| Wyprodukowano                          | ??   | ??   | 4536 | 2418 | 1329 | 20 129 | 17 225 | 200  | ??    |